# I misteri di Osiride
I misteri di Osiride (Les Mystères D'Osiris) è una serie di quattro romanzi scritta dal francese Christian Jacq. La tetralogia si svolge nella XII dinastia egizia, nel Medio Regno in Egitto sotto il regno di Sesostri, e il protagonista è il giovane scriba Iker, che viene involontariamente trascinato in un'avventura che lo porterà a salvare l'Egitto da un misterioso nemico, l'Annunciatore, a fianco del faraone d'Egitto Sesostri III, di una sua sacerdotessa chiamata Iside e dell'amico Sekari.
I quattro libri sono usciti in Francia tra il 2003 e il 2004. La prima edizione italiana è datata 2004 da parte del Corriere della Sera, mentre la seconda e la terza, dal nome di Lo scriba di Osiride, è uscita rispettivamente tra giugno 2018 e aprile 2019 da parte della Tre60, e in formato ridotto della seconda nel luglio 2020 da parte della TEA.

## Elenco dei libri
1. L'albero della vita (L'Arbre de vie, 2003) (Corriere della Sera, 2004 - Tre60, 2018 - TEA, 2020)
2. La cospirazione del male (La Conspiration du mal, 2003) (Corriere della Sera, 2004 - Tre60, 2018 - TEA, 2020)
3. Il cammino di fuoco (Le Chemin de feu, 2004) (Corriere della Sera, 2004 - Tre60, 2019 - TEA, 2020)
4. Il grande segreto (Le Grand Secret, 2004) (Corriere della Sera, 2004 - Tre60, 2019 - TEA, 2020)

## Sinossi dei libri

### L'albero della vita
La storia inizia con Iker, legato all'albero maestro di un'imbarcazione chiamata il Rapido. Il capitano della nave, il capo di un pugno di banditi, gli spiega che si stanno dirigendo verso il paese di Punt in cerca di ricchezze, ma anche che hanno intenzione di sacrificarlo alla prossima tempesta, ritenendo che ciò gli permetterà di raggiungere la destinazione. Poco dopo, però, un lampo squarcia le nubi e un'onda si abbatte sul Rapido e la distrugge. Rimasto l'unico superstite, Iker approda su una spiaggia, dove incontra un serpente magico che gli parla dell'isola su cui si trova: questa è l'isola del ka, la forza creatrice e linfa dell'universo senza la quale nulla esiste, e il serpente padrone di quell'isola aveva cercato di impedire la fine del suo mondo, avvenuta tramite una stella caduta dall'alto del cielo. Poco dopo Iker viene salvato da un'imbarcazione, il cui capitano lo fa però arrestare accusandolo di essere un ladro e un bandito: il ragazzo viene condotto in un villaggio vicino a Copto, dove riesce a dimostrare la sua innocenza. Riportato al villaggio natale di Medamud, viene a sapere che il suo vecchio maestro scriba è morto da una settimana e il sindaco lo ritiene responsabile della sua morte.
Intanto Medes, sacerdote temporaneo di Abido, viene a sapere della scomparsa di Iker e incarica un falso poliziotto di sbarazzarsi di lui; il ragazzo viene salvato da una famiglia di contadini della provincia della dea Wadjet, e la figlia della famiglia, Piccolo Fiore, sembra interessata al ragazzo, il quale si mette al servizio di un capoagricoltore. Nel frattempo, il faraone Sesostri è intento a riunire sotto il suo stendardo vari governatori guidati dalla cupidigia, di cui sei in particolare. Rivela inoltre al governatore della provincia suo conoscente che l'Egitto è minacciato da un uomo chiamato l'Annunciatore, capace di manipolare la forza di Seth e deciso a fare morire di nuovo Osiride; si scopre anche che l'Albero della Vita dedicato a Osiride e situato ad Abido, nonostante sembri in buone condizioni, è in stato di deperimento a causa degli assalti del mago nero.
Iker inizia a fare la conoscenza di una certa Iside, ma Piccolo Fiore tenta di dissuaderlo dall'amore che egli sembra provare per lei, spiegandole che è una sacerdotessa di Abido. Il giorno dopo Iker scopre un'irregolarità e denuncia il suo disonesto esattore, ma egli si vendica e, con la complicità di Piccolo Fiore, lo fa arrestare e condannare a un anno di lavori forzati. Lì viene assegnato nella squadra dei forni di lavorazione di rame e fa la conoscenza di Sekari, che diverrà suo amico, e del Torvo, che nutrirà invece astio nei suoi confronti. I tre vengono poi trasferiti tra gli altri alle miniere di turchese della dea Hathor, dove sembra che esista un turchese unico e inalterabile il cui recupero equivale alla libertà; molti specialisti si sono però ritirati, ritenendo pericoloso scavarvi una galleria. Tra tutti, l'unico a raccogliere la sfida è Iker, che convince Sekari a seguirlo; l'impresa si rivela dura, ma dopo non pochi giorni di tentativi e sforzi i due riescono a recuperare il turchese prediletto di Hathor e vengono ricompensati con la libertà. Quella stessa notte, però, Shab lo Storpio, un bandito libico al servizio dell'Annunciatore, attacca le miniere e compie una strage: Sekari e Iker riescono a scappare e fuggono nel deserto, mentre il Torvo viene reclutato dall'Annunciatore. I due amici vengono recuperati da alcuni cacciatori che li portano a Khnumhotep, sindaco della provincia dell'Orice, e questi li recluta come soldati per la milizia del suo villaggio che difenderà contro il suo avversario Sesostri.
Mentre il faraone concede varie cariche ai suoi uomini più fidati, l'Annunciatore e la sua banda di fanatici riuniscono tutte le città del Canaan, che si mettono in procinto di attaccare l'Egitto, iniziando dalla cittadina di Sikhem, che si ribella agli egiziani grazie alle tattiche di terrore dell'Annunciatore e seguaci. Il vecchio generale egizio Nesmontu contrattacca distruggendo l'esercito cananeo che ne ha massacrato la guarnigione; ma l'Annunciatore, che aveva previsto questa sconfitta, ha usato l'attacco come prova di forza del Faraone e come sua prossima mossa opta per diffondere la paura nel cuore della società egiziana. Grazie alla dama Teshat, Iker viene trasferito come assistente del responsabile degli archivi della provincia, iniziando a collaborare per scoprire il perché del rapimento di lui nel Rapido. In seguito il giovane viene mandato dalla provincia della Lepre, il cui governatore Gehuty si presenta avverso al faraone Sesostri. Sotto di lui, Iker sembra coronare il suo sogno di apprendista scriba nonostante gli imprevisti e intanto adotta anche un somarello, nonostante i moltissimi pareri contrari a causa dei segni che identificano le creature di Seth, e che chiamerà Vento del Nord. Arrivato alla città di Kahun, Iker fa la conoscenza di un'asiatica di nome Bina, la quale sembra l'unica ad aiutarlo quando egli trova degli indizi che sembrano anche collegare il faraone come responsabile del suo rapimento e tentato omicidio.
Decisa a sedurre Iker, Bina inizia a irretirlo affermando che il faraone sia un tiranno che ha sterminato il suo popolo, e gli consiglia di diventare uno scriba di alto rango così da diventare un personaggio di rilievo per il Faraone, avvicinarsi a lui e assassinarlo. Iker si presenta combattuto tra il suo sogno di diventare scriba e lo scoprire la verità, anche a costo di accondiscendere a tale follia, ma Bina lo assicura che entrambi otterranno la libertà e Iker accetta l'incarico, soprattutto dopo essere sopravvissuto al tentativo d'assassinio da parte del falso poliziotto, che ritiene alleato di Sesostri e che muore per mano misteriosa (rivelatasi Bina stessa). Il faraone intanto decide di tentare di riunire con la diplomazia le province che si stanno rendendo indipendenti, avendo successo con la maggior parte di esse, e al contempo contribuisce al rafforzamento delle protezioni magiche dell'Albero della Vita di Abido.

### La cospirazione del male
Mentre l'Annunciatore, ora in possesso del re dei turchesi, medita di distruggere l'istituzione faraonica, il faraone Sesostri continua nel suo intento di riportare sotto la sua egida gli ultimi governatori indipendenti, ovvero Khnumhotep e Gehuty. Contrariamente al solito, Sesostri si presenta praticamente da solo, insieme al suo portasigilli Sehotep, e con le sole parole riesce a riconciliarsi con Khnumhotep, riportando così l'intero Egitto sotto il suo stendardo. Effettivamente, Sesostri sospettava che almeno uno di tali governatori delle province indipendenti fosse affiliato all'Annunciatore, che tenta di distruggere l'istituzione faraonica per installarvi il Regno del Male. Sesostri scioglie dunque i posti di governatori delle province e sopprime le cariche ereditarie, affidando dunque l'amministrazione delle Due Terre a un visir che si incontrerà con il faraone ogni mattina: tale carica di visir sarà concessa a Khnumhotep stesso. Heremsaf, braccio destro del sindaco di Kahun, inizia intanto Iker alla via dei misteri, ma viene poco dopo avvelenato da Bina, che tenta di trattenere Iker sulla via del male. Sospettando che un uomo come Heremsaf, tanto in buona salute, sia morto così all'improvviso, Iker indaga e la scopre a capo di un gruppo di assassini; si imbarca quindi a Menfi, dove intende costruirsi da solo la sua carriera da scriba per avvicinarsi al Faraone.
Mentre Iside viene addestrata dal suo superiore il Calvo ai misteri di Osiride, Iker viene scelto in un tempio come scriba e poi come sacerdote di Anubi, iniziando la sua ascesa come dignitario del faraone. Intanto, il visir Khnumhotep incolpa Sobek di vari crimini, tra cui l'abuso di potere, a seguito di un furto di un'imbarcazione degenerato in una zuffa, e lo dimette dalle sue cariche; Iker può quindi avvicinarsi più facilmente alla corte del faraone e al suo cospetto, ma non è il solo ad avvicinarsi a lui: Gergu incarica infatti uno scaricatore di nome Sfregiato a tale compito, mentre Torvo fa lo stesso con un siriano. Durante la missione d'assassinio il siriano fa fuori lo scaricatore, mentre Iker arriva nell'ufficio del re e vi trova Sesostri, già conscio del fatto di volerlo uccidere; il faraone però vede anche la paura negli occhi del ragazzo e gli concede di scegliere se finire il compito da lui dato o rinunciarvi. A portare Iker a prendere la sua decisione è l'inattesa comparsa di Sekari, unitosi al seguito del faraone come spia; sbalordito, Iker rinuncia alle manovre da cui è stato sedotto, e rivela riconoscente la sua storia al faraone; questi accetta di aiutarlo a scoprire la verità, anche perché lui stesso ritiene che il paese di Punt esista veramente.
Il giorno dopo Sesostri nomina Iker del titolo di Figlio Reale, incarica Sekari di scagionare Sobek, e insieme al Circolo di Abido decide che, per aiutare a proteggere l'Albero della Vita, è necessario costruire a Dashur una nuova piramide, che, seppure non maestosa come quelle dell'Antico Regno, irradierà comunque l'energia sufficiente per contrastare la magia nera dell'Annunciatore. Quest'ultimo riesce intanto a prendere dalla sua parte Gergu, Bega e Medes in un colpo solo, e imprime loro il marchio di Seth, imponendo loro di obbedire senza discutere come suoi alleati e confederati; in aggiunta l'Annunciatore incarica Reshi, il capitano assistente di Medes, di uccidere Iker, ma questi, per via della sua incapacità e grazie all'intervento di Sekari, viene catturato e interrogato e svela che parte degli asiatici ha imboccato la pista che porta al grande lago, mentre il resto si sta dirigendo a Menfi. In Nubia, nell'Uadi Allaki, il generale Sepi guida una spedizione per recuperare l'oro guaritore per l'Albero della Vita, ma viene ucciso dall'Annunciatore, che lascia vivo il suo terrorizzato assistente perché riferisca l'accaduto. Nel frattempo Ibsha, fabbricante d'armi al servizio dell'Annunciatore, attacca Dashur alla testa di un esercito asiatico, allo scopo di distruggere i cantieri della piramide dedicata a Sesostri, già a buon punto di costruzione; Sekari e Iker riescono a organizzare la resistenza formata soltanto da artigiani e tagliapietre, e il loro coraggio e la loro prontezza permettono loro di respingere gli aggressori. I due però vengono a sapere della morte di Sepi e capiscono subito che il suo assassino è l'Annunciatore, in quanto, stando a Sekari, il suo maestro e istruttore era in grado di dominare le creature del deserto grazie alle formule magiche; i due si propongono quindi di aiutare il Faraone a sconfiggere il perfido Annunciatore e riportare la pace nell'Egitto.
A Menfi, l'Annunciatore progetta un nuovo attacco da Sichem, che si rivolterà alla prima occasione, e tramite il re dei turchesi dona parte del suo potere alla sua sottoposta Bina, trasformandola in una terrificante leonessa che agirà solo su suo ordine.

### Il cammino di fuoco
Iker, ora Figlio Reale del Faraone Sesostri, riceve da quest'ultimo l'incarico di dirigersi a Canaan, dove molti sostengono si trovi il nascondiglio dell'Annunciatore; si dirige così a Sikhem, nonostante i pericoli e superando le Mura del Re. Dato che molti lo credono una spia, Iker tanta di guadagnarsi la fiducia di un gruppo di seguaci dell'Annunciatore, ma in quel momento arriva l'anziano generale Nesmontu, che gli concede un'altra idea per infiltrarsi tra le file dell'Annunciatore: facendo credere che il giovane sia stato picchiato e mettendolo in una gabbia, Nesmontu lo affida a due cananei. Interviene però Tredici Anni, giovane seguace dell'Annunciatore, che uccide i due cananei e si porta con sé Iker, che viene dato per morto.
Il giovane viene assegnato a una squadra congiunta di siriani e cananei, che esce a stento vittoriosa contro un esercito beduino. Viene poi accolto da Amu, un vecchio che crede sia l'Annunciatore, e lo segue nel tentativo di guadagnare informazioni su di lui. Amu però si comporta in modo poco consono a quello che dovrebbe applicare l'Annunciatore, ovvero bere, mangiare e divertirsi con le belle donne, ma nonostante i sospetti Iker riesce comunque a guadagnarsi le sue simpatie; quest'ultimo gli confida poi di non essere lui l'Annunciatore, ma anche di sapere dove si trova quello vero. I siriani raggiungono ben presto quello che dovrebbe essere il vero Annunciatore, ma, giunti in prossimità al campo, Amu si ammala e non essendo più in grado di combattere sceglie Iker come colui che dovrà affrontarlo. L'Annunciatore che si trova davanti si presenta come un gigante, e lo scontro tra i due sarebbe impari, se non fosse per l'agilità di Iker e la sua capacità di sfiancarlo; il gigante viene così battuto dal giovane e poi giustiziato da Amu. Invece un campo trincerato, Iker trova però un piccolo paradiso, di cui Amu decide di prendere il possesso con la sua tribù. Compreso che neanche il gigante era il vero Annunciatore, e di trovarsi immischiato in una rete di impostori, Iker scappa di nascosto approfittando del buio della notte. Intanto, grazie ad alcuni messaggi lasciati da Iker, Nesmontu si convince che il ragazzo sia ancora vivo, parte per la Siria e raggiunge Sichem, contando che sarà attaccata dai cananei; decide però di giocare d'astuzia e grazie a un'imboscata distrugge l'esercito cananeo, guidato da Ibsha e spalleggiato da Tredici Anni, i quali muoiono entrambi per mano del generale.
A Menfi esplode intanto il caos: scoppiano improvvisamente vari incendi, vengono avvelenati molti uomini, tra cui quasi tutti gli ospiti di una cena, e parecchie donne incinte vengono bruciate da un olio per massaggi. Iside, sconcertata e aiutata dal dottor Gua, si incarica di risolvere tali misteri, convinta che dietro a questi attentati si nasconda il vero Annunciatore. Iker raggiunge invece un fortino; considerato il suo aspetto mutato, Sobek lo arresta scambiandolo per una spia dell'Annunciatore, ma Sekari, aiutato dall'asino Vento del Nord, riesce a convincerlo della sua innocenza, affiancato a sorpresa anche da Sanguigno, molosso incontrato da Iker mentre egli serviva Amu.
Intanto l'Annunciatore, insieme a Bina, Shab lo Storpio e il Torvo, raggiunge la seconda cataratta in Nubia e si prepara a colpire con un piano semplice ma micidiale: la piena del Nilo dovrà risultare devastante. Per distrarre gli egiziani dall'attacco dell'Annunciatore all'Albero della Vita, il mago federa i guerrieri nubiani e tenta di costringere i loro stregoni anziani ad aiutarlo a scatenare l'onda che gonfierà la piena del Nilo; al loro rifiuto l'Annunciatore li fa sterminare tutti, tranne uno, Teshai, che gli dimostra la sua fedeltà. Sesostri si mette quindi alla testa di una spedizione in Nubia dove conta di prendere l'oro degli dei, indispensabile per ripristinare l'Albero della Vita, e allo stesso modo sedare la rivolta istigata dall'Annunciatore; al suo fianco partecipano Iker, Sekari, Iside, Nesmontu, Sarenput, Sehotep, Medes e Gergu, questi ultimi come talpe. Raggiunta Elefantina, il gruppo riesce a costruire un canale capace di arginare in parte l'inondazione, ma per contenerla Iside si ritrova obbligata a pronunciare le formule di rito per placare il fiume nella grotta di Api. Elefantina viene così sommersa, ma malgrado i danni considerevoli l'inondazione provoca pochi morti. Tempo dopo, mentre gli egizi subiscono vari attacchi via mare e terra da parte dei nubiani, Iker e Sekari si dirigono verso la stessa miniera dove è morto Sepi e riescono a recuperare l'oro degli dei.
Il gruppo riunito arriva quindi a Buhen, dove respingono il principe kushita Triah, poi ad Askut, dove respingono un altro esercito capitanato dal Torvo, il quale ha la peggio e muore divorato da un coccodrillo. Uno dei falchi posseduti dal faraone ruba dall'Annunciatore il re dei turchesi, senza il quale il mago non può rafforzare il potere di Bina né il proprio. La situazione migliora quando gli egiziani riescono a mettere fuori gioco Bina, ormai priva dei poteri di una leonessa. Alla fine, gli egiziani riescono ad arrivare addirittura al Paese di Punt, il cui capo concederà loro l'oro verde, anch'esso indispensabile alla guarigione dell'acacia, a patto che riescano a trovarne la miniera. Il compito riesce e gli egiziani sono liberi di tornare ad Abido. Grazie alla sua conoscenza dei misteri di Osiride, Iker viene ammesso nel circolo di Abido, dove potrà contribuire a proteggere l'Albero della Vita. Finalmente, il giovane riceve il suo primo bacio da Iside, la donna che ama, ignari entrambi che anche l'Annunciatore si trova nel circolo, nascosto sotto mentite spoglie.

### Il grande segreto
Con la Nubia di nuovo in pace e l'Albero della Vita che sembra rinato, il giovane e coraggioso scriba Iker è stato nominato principe e guardiano del sigillo reale dal faraone Sesostri, ed è ora ammesso nel cerchio di Abido, la Grande Terra, dove si trova l'Albero della Vita, il luogo dove si celebreranno i Misteri di Osiride, dove Iside e il suo maestro, il Calvo, provvedono ad addestrare Iker per divenire il nuovo Osiride. L'Annunciatore, il più terribile nemico del Regno, si nasconde però proprio nel cuore di Abido sotto le mentite spoglie di un sacerdote di nome Asher, con l'obiettivo di uccidere Iker e colpire così il faraone al cuore approfittando di un suo momento di debolezza; mettendo fine al miracolo della resurrezione di Osiride, egli potrà infatti impossessarsi della terra dei faraoni e diffondere la sua folle dottrina. A tale scopo, il mago si serve ancora dei suoi alleati, tra cui il Libanese, Shab lo Storpio, Medes, la sua anima dannata Gergu e il sacerdote permanente Bega, e ha aiutato Bina, catturata dagli egiziani, a fingersi redenta per inimicarsi Iker e renderlo vulnerabile, contando sul fatto che egli diverrà il nuovo Osiride, senza il quale i Misteri non potranno essere celebrati. Intanto Sekari sfugge a un tentativo di assassinio, mentre Sobek il protettore ne viene colpito fino a quasi perdere la vita; la colpa dell'attentato sarà data a Sehotep, che riesce però a dimostrare la sua innocenza. Anche il vecchio generale Nesmontu rimane ferito in un attentato, ma riesce a sopravvivere e convince Sekari, che era con lui, a fare credere ai ribelli che sia davvero morto; muore invece Khnumhotep, il visir del faraone, e al suo posto viene nominato Sobek il protettore, anche se quest'ultimo è ancora ferito gravemente. Ma il culmine viene raggiunto quando Iker, avvelenato, muore di fronte agli occhi soddisfatti di Gergu, Shab, Bina e l'Annunciatore.
Iside propone disperata una sepoltura degna di un principe, e il suo cadavere viene quindi inumato e mummificato, ma poco dopo, l'Annunciatore fa scoprire, profanare e tagliare il suo cadavere in vari pezzi, ora sparpagliati per tutto l'Egitto, e ruba persino un vaso, che contiene la linfa di Osiride, fonte della vita. E così, mentre il faraone Sesostri ristabilisce parte delle difese del circolo di Abido, Iside si mette in viaggio per recuperare il vaso e i pezzi della salma di Iker, in una corsa contro il tempo prima che arrivi il mese di Khoiak, dove si svolgeranno i Misteri di Osiride. Dirigendosi in tutti i nomi dell'Alto e del Basso Egitto Iside, affiancata da Sekari, anche lui distrutto dalla morte di Iker, recupera il vaso e, uno dopo l'altro, tutti i pezzi della salma di Iker, nonostante i mille pericoli che vi trova.
Tornata ad Abido, Iside ricompone la salma di Iker e ne inizia la resurrezione, appena in tempo per l'inizio del mese di Khoiak, dopo si svolgeranno i misteri di Osiride. Intanto, dopo che il dottor Gua riesce a carpire l'animo di Medes grazie alle cure date alla moglie, Gergu, Medes e il Libanese vengono presi dalle forze di Sobek il protettore, ma rinnegano l'Annunciatore e vengono quindi bruciati dal marchio della testa di Seth che portano addosso. Bina viene intanto a sapere di una certa Neith, amica di Iside che l'Annunciatore ha sedotto, contando di farne una sua serva per colpire ancora il cerchio di Abido. Questo, però, instilla invidia nel cuore di Bina, che ama l'Annunciatore e non permetterebbe a niente e nessuno di portaglielo via, mentre l'Annunciatore inizia sempre più a trascurarla a favore di Nefti, soprattutto adesso che Bina ha perso la sua capacità di trasformarsi in leonessa. Tale situazione raggiunge l'apice quando l'Annunciatore bacia Neith, e Bina, furiosa, tenta di ucciderla, ma muore per mano di Shab, che credeva intendesse uccidere invece l'Annunciatore. Neith ne approfitta per scappare e Shab, nel tentativo di riprenderla, viene ucciso da Sekari, il quale si unisce in seguito a Iside che veglia su Iker nella Dimora dell'Oro, ad Abido. Bega raggiunge Sekari nel tentativo di uccidere i tre, e mette fuori gioco il giovane, ma viene ucciso dall'asino Vento del Nord.
Il venticinquesimo giorno, il 13 novembre, Sesostri affronta di persona l'Annunciatore nella cava della Montagna Rossa e nel duello di magia che segue quest'ultimo muore bruciando vivo, maledicendo però ogni faraone che verrà dopo di lui e affermando la sua immortalità. Raggiunta Abido, Sesostri si ricongiunge con Iside, la quale accetta di passare attraverso la porta di Osiride, in modo da concluderne definitivamente i misteri. Finalmente, di fronte a una Menfi festante, Iside e un resuscitato Iker si presentano di fronte al popolo e al faraone, festeggiando e suggellando così la loro unione.

## Personaggi
- Iker: protagonista della serie, inizia l'avventura legato su una nave che dovrebbe essere diretta verso Punt, nave di cui i marinai hanno intenzione di sacrificarlo in onore al dio Seth, credendo che li proteggerà dalla tempesta che invero li ucciderà tutti. Fuggito, si avvierà nella sua carriera da scriba che tanto agognava, per poi essere coinvolto in un intrigo contro il faraone.
- Sesostri III: faraone d'Egitto. Si adopera per riunificare l'intero paese, rimasto diviso dopo il primo periodo intermedio, e al tempo stesso collabora con il Cerchio di Abido per mantenere in vita l'acacia sacra di Osiride, l'Albero della Vita.
- Sekari: un giovane che Iker incontrerà per la prima volta nelle miniere di turchese, e diventerà un suo grande amico.
- Iside: sacerdotessa appartenente al Cerchio di Abido, e figlia di Sesostri.
- Annunciatore: l'antagonista principale della tetralogia, malvagio, egoista e ipocrita. È un potente mago che trama di distruggere l'Egitto e soppiantarlo con il Regno del Male; a tale scopo si fa aiutare dal libico Shab lo Storpio e comanda un gruppo di fanatici. Afferma di seguire il solo Dio e afferma che le donne sono creature inferiori che vanno sottomesse. Uno dei suoi poteri è quello di marchiare chi vuole con il segno della testa di Seth (nonostante affermi di seguire l'unico Dio), il quale esige totale obbedienza e riduce in cenere chi lo insulta o dichiara di non conoscerlo; inoltre, grazie al Re dei Turchesi, saprà trasformare la sua sottoposta Bina in una leonessa.
- Shab lo Storpio: un libico, servo leale dell'Annunciatore e abile nello scannare le sue vittime.
- Bina: un'asiatica che nel corso del primo libro si rivelerà serva dell'Annunciatore, e che riceverà da quest'ultimo i poteri della leonessa.
- Medes: tesoriere e sacerdote temporaneo di Abido. Ha una moglie, affidata al dottor Gua in quanto sembra affetta da gravi disturbi fisici e mentali. Si alleerà con l'Annunciatore per invidia di un altro sacerdote che ha preso il suo posto come affiliato al Cerchio di Abido.
- Gergu: gaudente incallito e temibile esattore delle imposte al servizio di Medes, che considera la sua anima dannata. Adora bere e ama le donne, che considera oggetti dispensatori di piacere, e ha già divorziato per ben tre volte, tutte a causa della sua violenza. Inoltre, preferisce i viaggi via mare che sulla terraferma, in quanto lo mettono a disagio, ed è molto superstizioso, poiché non viaggia mai senza una decina di amuleti.
- Sobek: chiamato il Protettore, è un poliziotto del corpo al servizio del faraone. Verrà nominato responsabile dell'intera polizia del regno.
- Torvo: un operaio forzato dei forni di lavorazione di rame, si trasformerà in un antagonista e sarà obbligato a servire l'Annunciatore.
- Khnumhotep: sindaco della provincia dell'Orice, inizialmente avversario di Sesostri.
- Sehotep: esperto scriba ed erede di una ricca famiglia, possiede un temperamento quasi febbrile, ma non è per nulla amato dai cortigiani. Verrà nominato compagno unico, guardasigilli reale e supervisore di tutte le opere del faraone.
- Senankh: amante del buon cibo, è invero uno specialista rigoroso delle finanze pubbliche, oltre che un leader intransigente, e possiede una scarsa diplomazia, che lo porta a scontrarsi spesso con gli adulatori e i fannulloni. Verrà nominato Ministro dell'Economia, gran tesoriere del regno a capo della Doppia Casa Bianca.
- Nesmontu: un vecchio generale egizio, estremamente severo e autoritario, già fattosi onore sotto il regno di Amenemhet I, è disposto a qualunque cosa pur di difendere l'Egitto. Verrà nominato capo delle forze armate egizie.
- Il Calvo: anziano sacerdote di Abido e maestro di Iside.
- Libanese: un grasso mercante che si allea indirettamente con l'Annunciatore e che finanzia parte delle campagne dei suoi soldati.
- Vento del Nord: è un asino che compare a partire dal primo libro della tetralogia, e viene adottato da Iker nonostante presenti i segni tipici di una creatura di Set.
- Sanguigno: un molosso che appare nel terzo e nel quarto libro della tetralogia. Viene trovato da Iker durante la sua spedizione in incognito in Siro-Palestina, e lo seguirà durante la fuga dalla regione, divenendone suo fedele alleato.

## Curiosità
- I primi due libri hanno avuto anche una trasposizione a fumetti, edita solo in Francia dalla Glénat; entrambi i primi due volumi sono stati divisi in due parti.
- L'asino Vento del Nord si rivelerà un personaggio ricorrente per buona parte delle opere di Jacq: è già apparso nella trilogia Il romanzo di Kheops, nella tetralogia Il segreto della pietra di luce (a partire da Paneb) e nella trilogia La regina Libertà, e comparirà in ne Il mago del Nilo: Imhotep e la prima piramide, Il figlio di Ramses, Cleopatra: L'ultima regina d'Egitto, Il faraone, Il ritorno della luce, La regina d'oro, Sinuhe: La spia del faraone e  Ramses III. L'ultimo gigante.

## Edizioni
Romanzi singoli
I misteri di Osiride
- Christian Jacq, I misteri di Osiride - L'albero della vita, traduzione di Maddalena Mendolicchio e Sara Arena, Mantova, Corriere della Sera, 2004,  p. 400.
- Christian Jacq, I misteri di Osiride - La cospirazione del male, traduzione di Cristiana Latini e Chiara Santoriello, Mantova, Corriere della Sera, 2004,  p. 395.
- Christian Jacq, I misteri di Osiride - Il cammino di fuoco, traduzione di Valeria Fucci e Nicolina Pomilio, Mantova, Corriere della Sera, 2004,  p. 397.
- Christian Jacq, I misteri di Osiride - Il grande segreto, traduzione di Giorgia Cappelli ed Elisabetta Ercolini, Mantova, Corriere della Sera, 2004,  p. 445.

Lo scriba di Osiride
- Christian Jacq, Lo scriba di Osiride - L'albero della vita, traduzione di Maddalena Mendolicchio e Sara Arena, Mantova, Tre60, 14 giugno 2018,  p. 423, ISBN 978-88-6702-513-8.
- Christian Jacq, Lo scriba di Osiride - L'albero della vita, traduzione di Maddalena Mendolicchio e Sara Arena, Milano, TEA, 16 luglio 2020,  p. 432, ISBN 978-88-5025-877-2.
- Christian Jacq, Lo scriba di Osiride - La cospirazione del male, traduzione di Cristiana Latini e Chiara Santoriello, Mantova, Tre60, 11 ottobre 2018,  p. 418, ISBN 978-88-6702-525-1.
- Christian Jacq, Lo scriba di Osiride - La cospirazione del male, traduzione di Cristiana Latini e Chiara Santoriello, Milano, TEA, 16 luglio 2020,  p. 420, ISBN 978-88-5025-878-9.
- Christian Jacq, Lo scriba di Osiride - Il cammino di fuoco, traduzione di Valeria Fucci e Nicolina Pomilio, Mantova, Tre60, 24 gennaio 2019,  p. 418, ISBN 978-88-6702-540-4.
- Christian Jacq, Lo scriba di Osiride - Il cammino di fuoco, traduzione di Valeria Fucci e Nicolina Pomilio, Milano, TEA, 16 luglio 2020,  p. 420, ISBN 978-88-5025-879-6.
- Christian Jacq, Lo scriba di Osiride - Il grande segreto, traduzione di Giorgia Cappelli ed Elisabetta Ercolini, Mantova, Tre60, 18 aprile 2019,  p. 461, ISBN 978-88-6702-491-9.
- Christian Jacq, Lo scriba di Osiride - Il grande segreto, traduzione di Giorgia Cappelli ed Elisabetta Ercolini, Milano, TEA, 16 luglio 2020,  p. 468, ISBN 978-88-5025-880-2.